# بوبي هال
روبرت مارفين «بوبي» هال، كان روبرت مارفن هال أو سي (3 يناير 1939-30 يناير 2023) لاعب هوكي الجليد الكندي المحترف والذي يُنظر إليه على نطاق واسع على أنه أحد أعظم اللاعبين في كل العصور. شعره الأشقر ، وسرعة التزلج ، والاندفاع من طرف إلى طرف ، والقدرة على إطلاق النار على القرص بسرعة عالية جدًا ، كل ذلك أكسبه لقب "النفاثة الذهبية". كانت مواهبه من النوع الذي غالبًا ما يتم تعيين لاعب خصم لمجرد مواجهته.
خلال مسيرته المهنية التي استمرت 23 عامًا ، من 1957 إلى 1980 ، لعب في كل من دوري الهوكي الوطني (NHL) ورابطة الهوكي العالمية (WHA) مع Chicago Black Hawks و Winnipeg Jets و Hartford Whalers. فاز بكأس هارت التذكاري باعتباره اللاعب الأكثر قيمة في NHL مرتين وكأس Art Ross كأفضل هداف في NHL ثلاث مرات ، بينما ساعد Black Hawks على الفوز بكأس ستانلي في عام 1961. كما قاد فريق Winnipeg Jets التابع لجمعية الصحة العالمية WHA إلى بطولة كأس Avco. في 1976 و 1978. قاد NHL في الأهداف سبع مرات ، وهو ثاني أكثر لاعب في التاريخ ، وقاد فريق WHA في الأهداف مرة إضافية بينما كان اللاعب الأكثر قيمة في WHA مرتين. تم انتخابه في قاعة مشاهير لاعبي الهوكي في عام 1983 ، وقاعة مشاهير الرياضة في أونتاريو في عام 1997 ، وحصل على جائزة واين جريتزكي الدولية في عام 2003. في عام 2017 ، تم اختيار هال كواحد من "أعظم 100 لاعب في NHL" في التاريخ.

## وصلات خارجية
- بوبي هال على موقع دوري الهوكي الوطني (الإنجليزية)
- بوبي هال على موقع EliteProspects.com (الإنجليزية)
- بوبي هال على موقع Eurohockey.com (الإنجليزية)
- بوبي هال على موقع HockeyDB.com (الإنجليزية)
- بوبي هال على موقع Hockey-Reference.com (الإنجليزية)
- بوبي هال على موقع قاعة كندا للمشاهير الرياضية (الإنجليزية)
- بوبي هال على موقع قاعة أونتاريو للمشاهير الرياضية (مؤرشف) (الإنجليزية)
- بوبي هال على موقع قاعة مانيتوبا للمشاهير الرياضية (الإنجليزية)